# Sacerdotisa

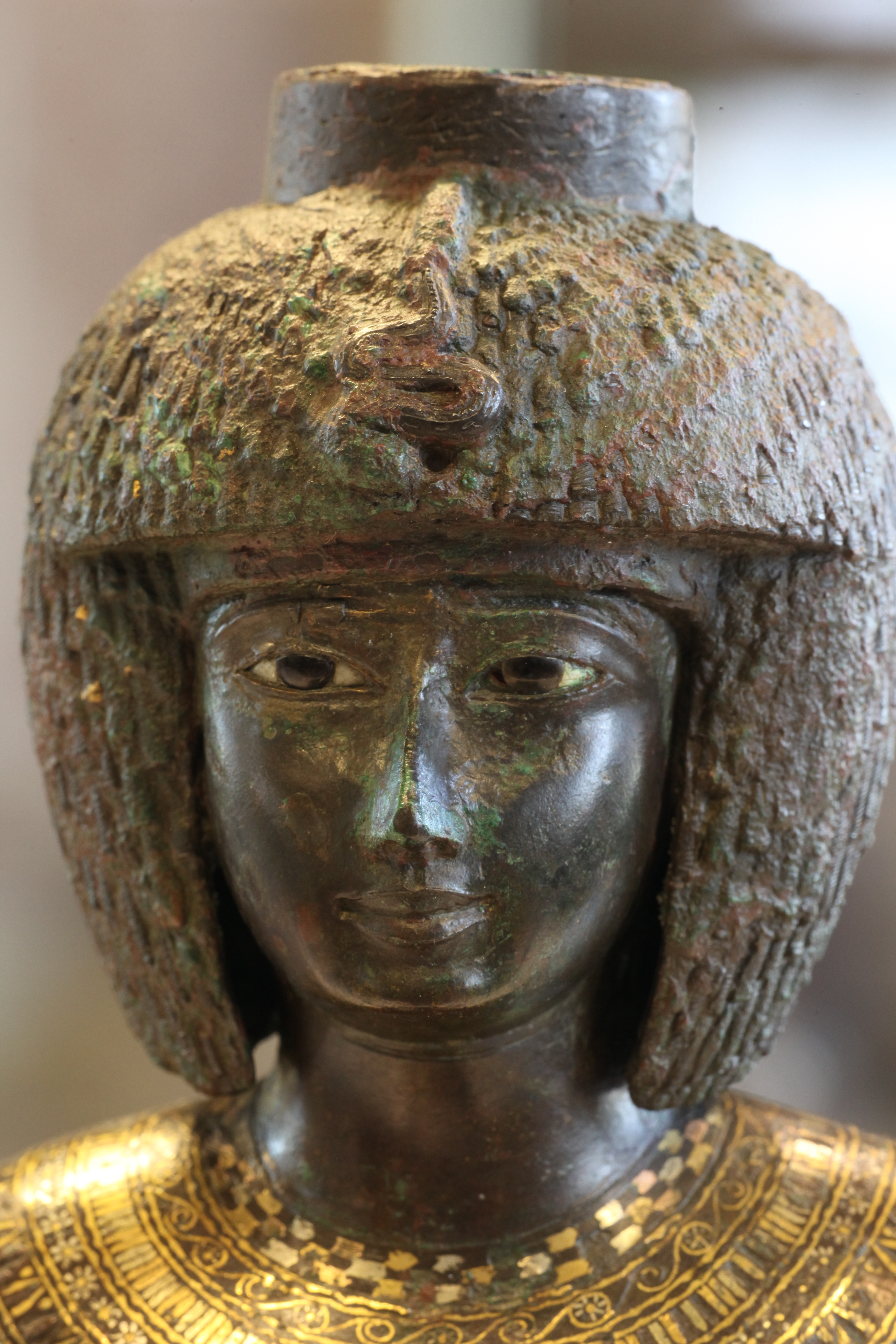
Estatua de bronce con incrustaciones de oro (nielado) de Karomama: la divina adoratriz de Amón (sacerdotisa), hallada en Karnak. Dinastía XXVI de Egipto. Museo del Louvre.

La sacerdotisa es en algunas culturas aquella mujer dedicada a ofrecer o auspiciar sacrificios a ciertas deidades gentilicias y cuidar de sus templos.
Las sacerdotisas podían ser:
- Doncellas, como las sacerdotisas de Diana o Artemisa a en Acaya y Atena en Arcadia.
- Mujeres casadas, como las sacerdotisas de Juno en Mesenia.
- Mujeres destinadas a celibato perpetuo o temporal, como las vestales de Roma encargadas de conservar el fuego de Vesta.
- Mujeres encargadas de servir a dioses, como el dios Horus.

Una institución análoga existía en Perú en tiempo de la conquista española. Los galos y los germanos tenían también sus sacerdotisas llamadas druidesas. 
Cuidaban los templos de cualquier amenaza; ya fuera humana, natural o sobrenatural.